# شارون ای. هیل
شارون اِی. هیل نویسنده علمی و سخنران آمریکایی است که به دلیل تحقیقاتش در زمینه تعامل بین علم و عموم مردم، با تمرکز بر موضوعات آموزشی و رسانه‌ای شناخته می‌شود. تحقیقات هیل عمدتاً به ماوراءالطبیعه، شبه‌علم و پدیده‌های طبیعی عجیب پرداخته و در دانشگاه بوفالو آغاز شده است، جایی که او کارهای تحصیلات تکمیلی خود را در این حوزه انجام داد. هیل در دانشگاه ایالتی پنسیلوانیا تحصیل کرد و مدرک کارشناسی علوم خود را در زمین‌شناسی کسب کرد و به عنوان زمین‌شناس در پنسیلوانیا فعالیت داشت.
هیل بنیان‌گذار وب‌سایت اخبار مشکوک است، سایتی خبری که خلاصه‌ها و تفسیرهایی را به منابع خبری اصلی پیوند می‌دهد و اطلاعاتی برای ارزیابی انتقادی ادعاهای مطرح‌شده در رسانه‌ها ارائه می‌دهد (این سایت دیگر به‌روزرسانی نمی‌شود). او همچنین تهیه‌کننده و میزبان پادکست اخبار مشکوک با عنوان ۱۵ خیابان اعتبار است. علاوه بر این، او وب‌سایت زمین‌شناسی شگفت‌انگیز را نیز ایجاد کرده است.
هیل در وبلاگ هافینگتون پست مشارکت داشته و در رسانه‌های نوشتاری و پادکست‌ها به بحث دربارهٔ موضوعات مرتبط پرداخته است. او ستون علمی به نظر می‌رسد را برای کمیته تحقیقات شک‌گرایانه نوشت، و گزارش‌ها و مقالاتی را برای جستار شک‌گرایانه و خلاصه‌های شک‌گرایانه ارائه کرده است. علاوه بر این، او در وبلاگ‌های گوناگونی که به موضوعات شک‌گرایانه، علمی و ماوراءالطبیعه می‌پردازند، همکاری داشته است. هیل همچنین به عنوان سخنران در کنفرانس‌های مرتبط با علم و تخیل علمی، از جمله بالتیکون، نشست شگفت‌انگیز، NECSS و دراگون کان حضور یافته است.
او نخستین کتاب خود با عنوان آمریکایی‌های علمی: فرهنگ پژوهشگران آماتور ماوراءالطبیعه را در سال ۲۰۱۷ منتشر کرد.

## حرفه
هیل به عنوان یک زمین‌شناس با اداره حفاظت از محیط زیست پنسیلوانیا در بخش معدنی این اداره فعالیت کرده است. به عنوان زمین‌شناس و متخصص سیاست عمومی، هیل در تحقیقات و تلاش‌های اصلاحی مرتبط با فروچاله‌ها مشارکت داشته است. او همچنین در مورد سیاست‌های عمومی مرتبط با فروچاله‌ها ارائه‌هایی داشته است. علاوه بر این، او در مسائل مربوط به قوانین و مقررات معدنی نیز فعالیت کرده است.

## شک‌گرایی علمی
هیل از سنین جوانی به ارواح و هیولاها علاقه‌مند بود و با گذشت زمان متوجه شد که «علم روش بهتری برای توضیح جهان است.» او آثار استیون جی گولد را به عنوان دروازه‌ای به دنیای شک‌گرایی می‌داند. در مصاحبه‌اش در پادکست آشنایی با شک‌گرایان در سال ۲۰۱۱، بیان می‌کند که تبدیل شدن به یک شک‌گرا فرآیندی تدریجی بوده و متوجه شده است که «راه بهتری برای نگاه کردن به این موضوعات [ارواح] به شکل انتقادی وجود دارد.»
در سال ۲۰۱۲، هیل به عنوان مشاور علمی و فنی برای مرکز تحقیق منصوب شد.
هیل با کنی بیدل، شکارچی ارواح پیشین که به شک‌گرایی روی آورده بود، همکاری کرد تا انجمن تحقیقات پدیده‌های غیرمعمول را تشکیل و سازمان‌دهی کند. این شبکه متشکل از متخصصانی است که بر تحقیقات اخلاقی و مبتنی بر شواهد دربارهٔ ماوراءالطبیعه و رویدادهای غیرمعمول تمرکز دارند.
در مارس ۲۰۱۳، هیل سندی تحت عنوان «راهنمای رسانه برای شک‌گرایی» را منتشر کرد که در وب‌سایت بنیاد آموزشی جیمز رندی منتشر شده است. او گفت که الهام گرفته از سند «راهنمای رسانه برای آتشفشان‌ها» در ویرد دات کام بوده است و هدفش کمک به خبرنگارانی بوده که قصد دارند دربارهٔ شک‌گرایی علمی بنویسند، همچنین به کسانی که تازه‌وارد این حوزه شده‌اند.